# جيمس تيلي
جيمس تيلي (بالإنجليزية: James Tilley)‏ (13 يونيو 1998 في المملكة المتحدة - ) هو لاعب كرة قدم بريطاني في مركز الهجوم. لعب مع برايتون أند هوف ألبيون.

## وصلات خارجية
- جيمس تيلي على موقع قاعدة بيانات كرة القدم.إي يو (الإنجليزية)